# 亞姆列特國家公園

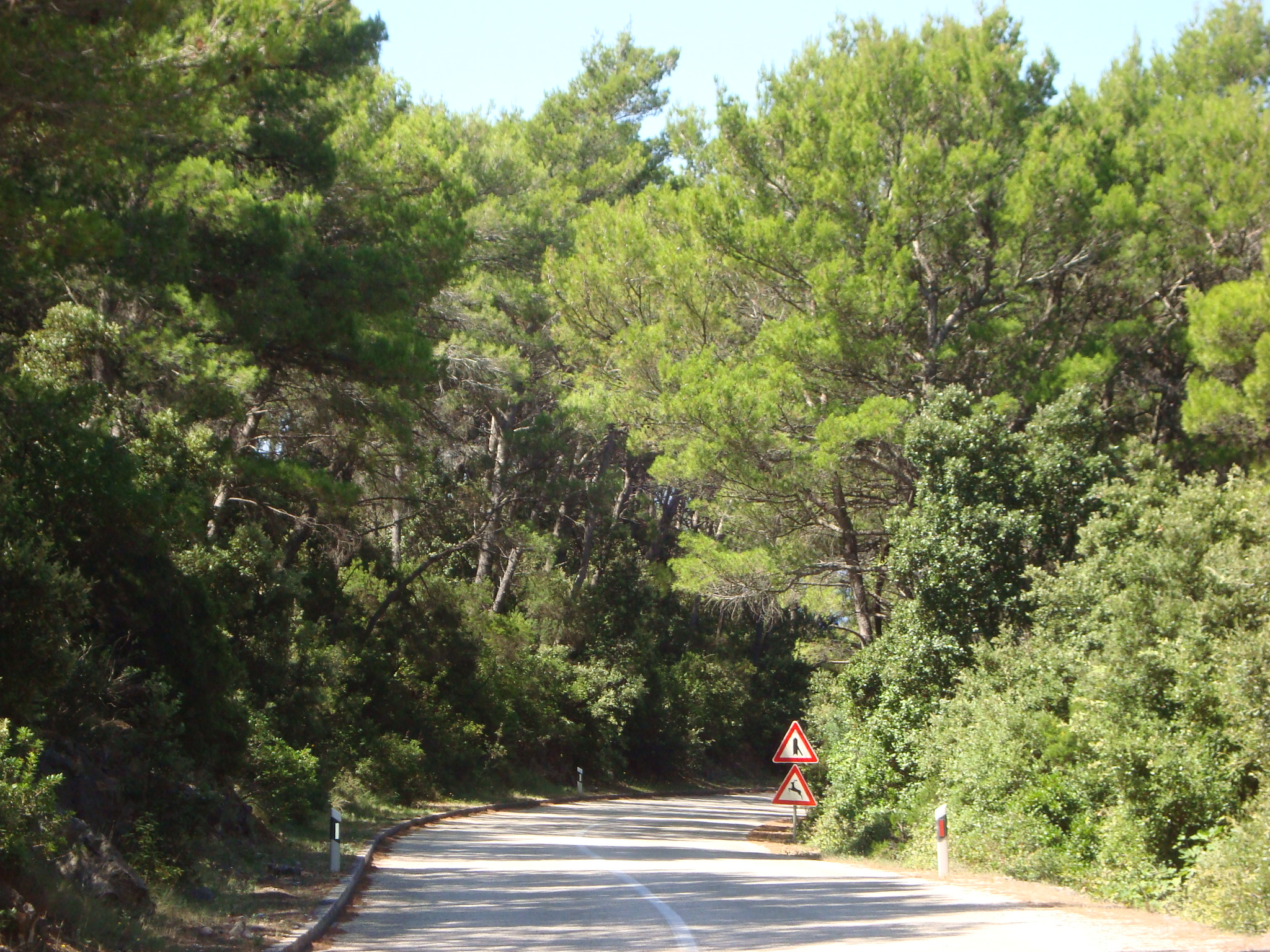

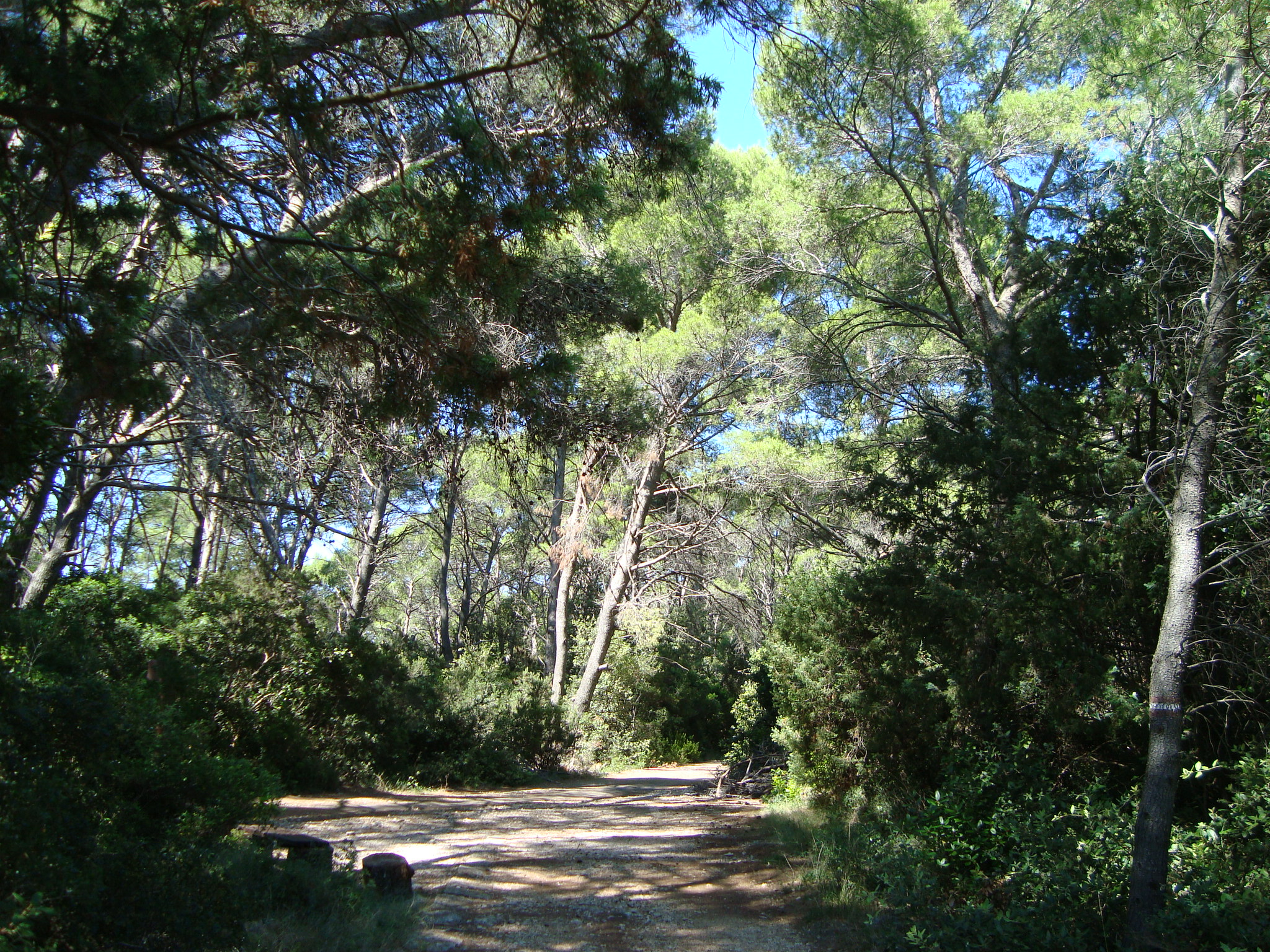

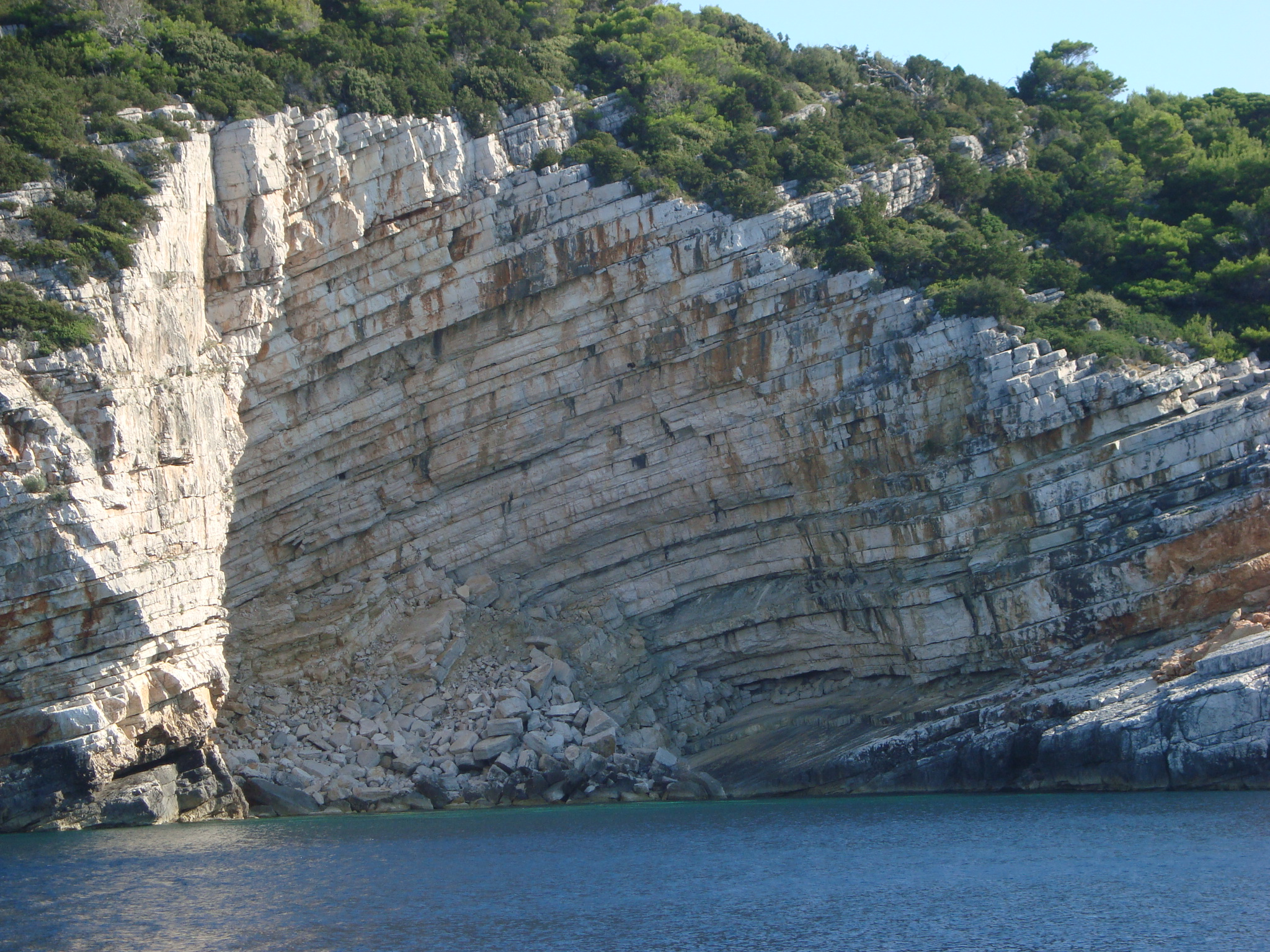

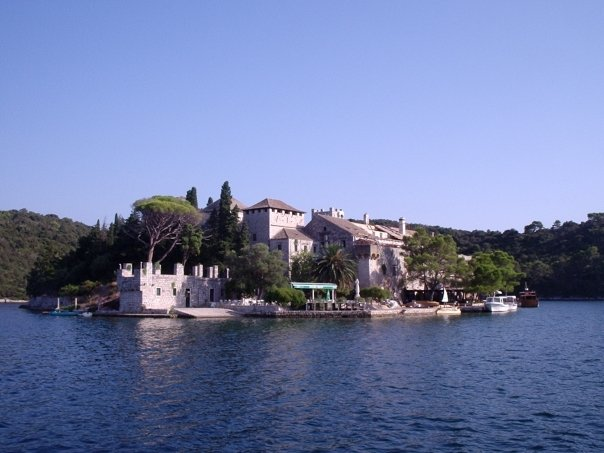

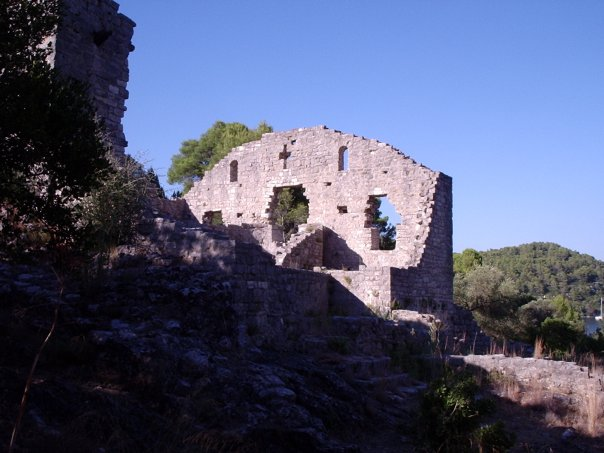

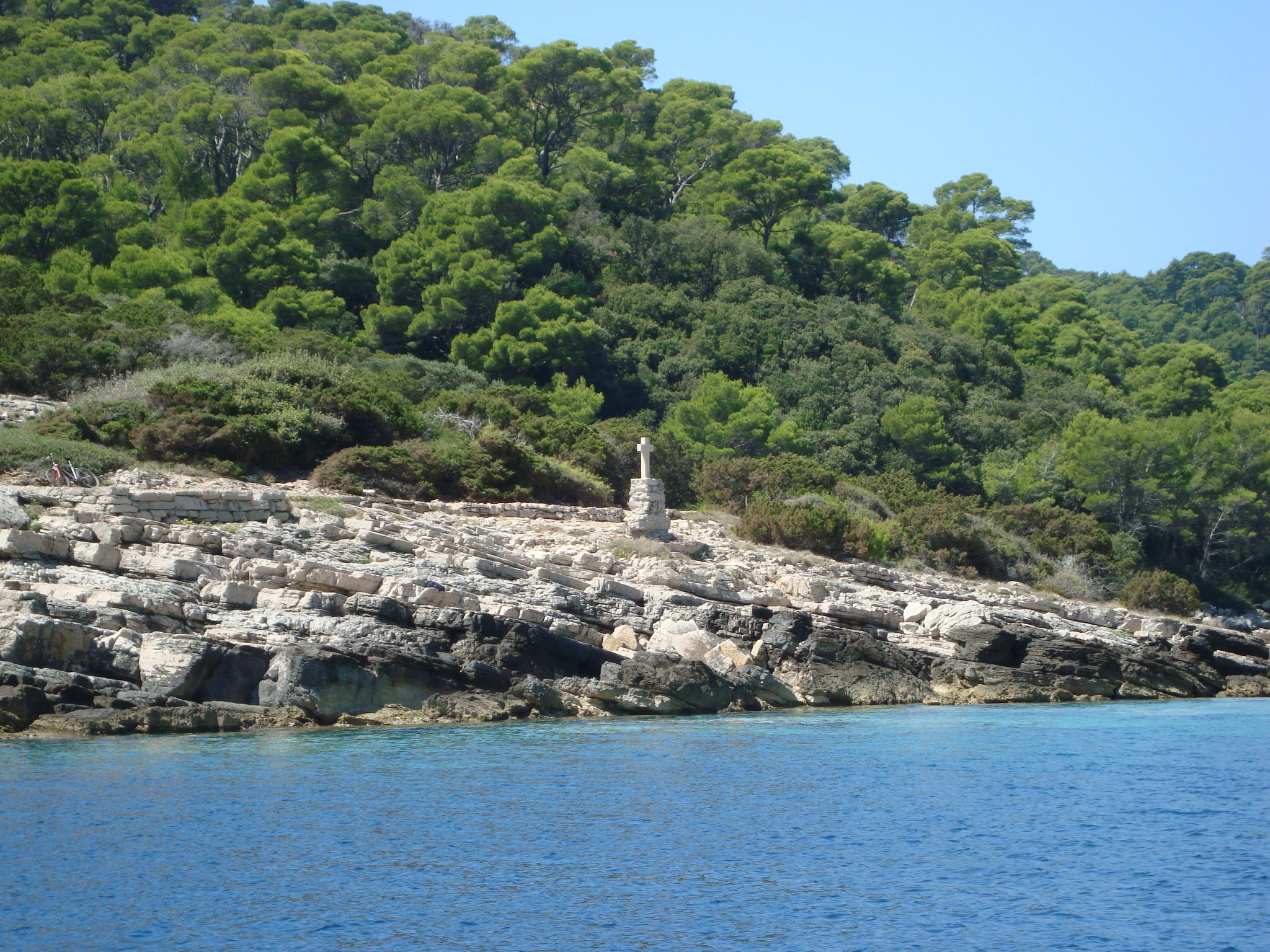

亞姆列特國家公園是克羅地亞的國家公園，位於姆列特島北部，由杜布羅夫尼克-內雷特瓦縣負責管轄，面積54平方公里，始建於1960年11月11日。

## 外部連結
- Nacionalni park Mljet （页面存档备份，存于）